# Eddy Pascual
Eddy Silvestre Pascual Israfilov, conosciuto come Eddy Pascual o Eddy (Roquetas de Mar, 2 agosto 1992), è un calciatore azero, centrocampista del Johor Darul Ta'zim.

## Carriera

### Club
Nato in Spagna da padre angolano e madre azera, inizia la sua carriera calcistica nelle giovanili del Milan all'età di 13 anni, ma dopo appena due anni viene prelevato da La Mojonera. Nel 2010 si trasferisce nel settore giovanile del Real Murcia.
Il suo debutto in prima squadra risale all'8 maggio 2011, quando il Real Murcia militava in Segunda División B. Il 25 agosto 2012 fa il suo debutto da professionista in Segunda División nella partita vinta contro lo Sporting Gijón.
Il 1º settembre 2014 viene ceduto al Granada in prestito secco per una stagione.
Il 12 luglio 2015 viene girato in prestito sempre per l'intera stagione all'Eibar.

### Nazionale
Avendo la possibilità di scegliere due nazionalità diverse, esclusa quella del suo paese natale, nel 2013 decide di ottenere la cittadinanza azera. L'8 gennaio 2015, l'allenatore del team azero Robert Prosinečki dichiara che Eddy sia pronto per essere convocato in nazionale. Quindi, il 28 marzo 2015 debutta nella nazionale azera nella partita di qualificazione agli europei 2016 contro Malta.

## Statistiche

### Cronologia presenze e reti in nazionale
| Cronologia completa delle presenze e delle reti in nazionale ― Azerbaigian | Cronologia completa delle presenze e delle reti in nazionale ― Azerbaigian | Cronologia completa delle presenze e delle reti in nazionale ― Azerbaigian | Cronologia completa delle presenze e delle reti in nazionale ― Azerbaigian | Cronologia completa delle presenze e delle reti in nazionale ― Azerbaigian | Cronologia completa delle presenze e delle reti in nazionale ― Azerbaigian | Cronologia completa delle presenze e delle reti in nazionale ― Azerbaigian | Cronologia completa delle presenze e delle reti in nazionale ― Azerbaigian |
| Data                                                                       | Città                                                                      | In casa                                                                    | Risultato                                                                  | Ospiti                                                                     | Competizione                                                               | Reti                                                                       | Note                                                                       |
| -------------------------------------------------------------------------- | -------------------------------------------------------------------------- | -------------------------------------------------------------------------- | -------------------------------------------------------------------------- | -------------------------------------------------------------------------- | -------------------------------------------------------------------------- | -------------------------------------------------------------------------- | -------------------------------------------------------------------------- |
| 28-3-2015                                                                  | Baku                                                                       | Azerbaigian                                                                | 2 – 0                                                                      | Malta                                                                      | Qual. Euro 2016                                                            | -                                                                          | 81’                                                                        |
| 3-9-2015                                                                   | Baku                                                                       | Azerbaigian                                                                | 0 – 0                                                                      | Croazia                                                                    | Qual. Euro 2016                                                            | -                                                                          | 91’                                                                        |
| 10-10-2015                                                                 | Baku                                                                       | Azerbaigian                                                                | 1 – 3                                                                      | Italia                                                                     | Qual. Euro 2016                                                            | -                                                                          | 67’                                                                        |
| 13-10-2015                                                                 | Sofia                                                                      | Bulgaria                                                                   | 2 – 0                                                                      | Azerbaigian                                                                | Qual. Euro 2016                                                            | -                                                                          | 82’                                                                        |
| 3-6-2016                                                                   | Rohrbach an der Lafnitz                                                    | Canada                                                                     | 1 – 1                                                                      | Azerbaigian                                                                | Amichevole                                                                 | -                                                                          | 80’                                                                        |
| 8-10-2016                                                                  | Baku                                                                       | Azerbaigian                                                                | 1 – 0                                                                      | Norvegia                                                                   | Qual. Mondiali 2018                                                        | -                                                                          | 65’                                                                        |
| 11-10-2016                                                                 | Ostrava                                                                    | Rep. Ceca                                                                  | 0 – 0                                                                      | Azerbaigian                                                                | Qual. Mondiali 2018                                                        | -                                                                          | 91’                                                                        |
| 26-3-2017                                                                  | Baku                                                                       | Azerbaigian                                                                | 1 – 4                                                                      | Germania                                                                   | Qual. Mondiali 2018                                                        | -                                                                          | 87’                                                                        |
| 21-3-2019                                                                  | Zagabria                                                                   | Croazia                                                                    | 2 – 1                                                                      | Azerbaigian                                                                | Qual. Euro 2020                                                            | -                                                                          |                                                                            |
| 25-3-2019                                                                  | Baku                                                                       | Azerbaigian                                                                | 0 – 0                                                                      | Lituania                                                                   | Amichevole                                                                 | -                                                                          | 76’                                                                        |
| 9-10-2019                                                                  | Riffa                                                                      | Bahrein                                                                    | 2 – 3                                                                      | Azerbaigian                                                                | Amichevole                                                                 | -                                                                          |                                                                            |
| 13-10-2019                                                                 | Budapest                                                                   | Ungheria                                                                   | 1 – 0                                                                      | Azerbaigian                                                                | Qual. Euro 2020                                                            | -                                                                          | 67’                                                                        |
| 19-11-2019                                                                 | Trnava                                                                     | Slovacchia                                                                 | 2 – 0                                                                      | Azerbaigian                                                                | Qual. Euro 2020                                                            | -                                                                          | 45’ 46’                                                                    |
| 25-3-2022                                                                  | Ta' Qali                                                                   | Malta                                                                      | 1 – 0                                                                      | Azerbaigian                                                                | Amichevole                                                                 | -                                                                          |                                                                            |
| 29-3-2022                                                                  | Ta' Qali                                                                   | Lettonia                                                                   | 1 – 0                                                                      | Azerbaigian                                                                | Amichevole                                                                 | -                                                                          | 52’ 73’                                                                    |
| 3-6-2022                                                                   | Astana                                                                     | Kazakistan                                                                 | 2 – 0                                                                      | Azerbaigian                                                                | UEFA Nations League 2022-2023 - 1º turno                                   | -                                                                          |                                                                            |
| 6-6-2022                                                                   | Novi Sad                                                                   | Bielorussia                                                                | 0 – 0                                                                      | Azerbaigian                                                                | UEFA Nations League 2022-2023 - 1º turno                                   | -                                                                          |                                                                            |
| 10-6-2022                                                                  | Baku                                                                       | Azerbaigian                                                                | 0 – 1                                                                      | Slovacchia                                                                 | UEFA Nations League 2022-2023 - 1º turno                                   | -                                                                          |                                                                            |
| 13-6-2022                                                                  | Mərdəkan                                                                   | Azerbaigian                                                                | 2 – 0                                                                      | Bielorussia                                                                | UEFA Nations League 2022-2023 - 1º turno                                   | -                                                                          | 59’                                                                        |
| 22-9-2022                                                                  | Trnava                                                                     | Slovacchia                                                                 | 1 – 2                                                                      | Azerbaigian                                                                | UEFA Nations League 2022-2023 - 1º turno                                   | -                                                                          |                                                                            |
| 25-9-2022                                                                  | Mərdəkan                                                                   | Azerbaigian                                                                | 3 – 0                                                                      | Kazakistan                                                                 | UEFA Nations League 2022-2023 - 1º turno                                   | -                                                                          | 46’                                                                        |
| 24-3-2023                                                                  | Linz                                                                       | Austria                                                                    | 4 – 1                                                                      | Azerbaigian                                                                | Qual. Euro 2024                                                            | -                                                                          | 50’ 60’                                                                    |
| 16-11-2023                                                                 | Baku                                                                       | Azerbaigian                                                                | 3 – 0                                                                      | Svezia                                                                     | Qual. Euro 2024                                                            | -                                                                          | 75’                                                                        |
| 19-11-2023                                                                 | Bruxelles                                                                  | Belgio                                                                     | 5 – 0                                                                      | Azerbaigian                                                                | Qual. Euro 2024                                                            | -                                                                          | 20’, 24’                                                                   |
| 22-3-2024                                                                  | Baku                                                                       | Azerbaigian                                                                | 1 – 0                                                                      | Mongolia                                                                   | Amichevole                                                                 | -                                                                          | 81’                                                                        |
| 25-3-2024                                                                  | Baku                                                                       | Azerbaigian                                                                | 1 – 1                                                                      | Bulgaria                                                                   | Amichevole                                                                 | -                                                                          | 83’                                                                        |
| Totale                                                                     |                                                                            | Presenze                                                                   | 26                                                                         |                                                                            | Reti                                                                       | 0                                                                          |                                                                            |

## Palmarès

### Club

#### Competizioni nazionali
- Liga Super: 1

Johor Darul Ta'zim: 2024-2025
- Coppa della Malaysia: 1

Johor Darul Ta'zim: 2024-2025